# Rick Hoogendorp
Rick Hoogendorp est un footballeur néerlandais né le 12 janvier 1975 à Blerick.